# Der Richter – Recht oder Ehre
Der Richter – Recht oder Ehre (Originaltitel: The Judge), auch bekannt als Der Richter – Sein wichtigster Fall, ist ein US-amerikanisches Filmdrama aus dem Jahr 2014 von Regisseur David Dobkin, der zusammen mit Nick Schenk und Bill Dubuque auch das Drehbuch schrieb. Die Hauptrollen sind mit Robert Downey Jr., Robert Duvall und Vera Farmiga besetzt. Premiere hatte der Film am 4. September 2014 beim Toronto International Film Festival. In Deutschland kam er am 16. Oktober 2014 in die Kinos.

## Handlung
Henry „Hank“ Palmer ist ein erfolgreicher Rechtsanwalt in Chicago, Illinois. Im Gerichtssaal erhält er von seinem Bruder Glen eine Sprachnachricht, dass seine Mutter gestorben ist. Hank bittet um eine Aussetzung des Verfahrens, welcher der Richter zustimmt.
Zum ersten Mal seit vielen Jahren reist Palmer in seine (fiktive) Heimatstadt Carlinville, Indiana. Weder seine Frau, mit der er sich zerstritten hat, noch seine Tochter, die ihre Großeltern nie kennengelernt hat, begleiten ihn. Im Bestattungsinstitut nimmt er Abschied von seiner Mutter. Dort trifft er seinen jüngeren, autistischen Bruder Dale, der mit einer Super-8-Kamera filmt, sowie seinen älteren Bruder Glen, der Baseball-Spieler werden wollte, was ihm aber aufgrund eines Autounfalls verwehrt blieb. Anschließend beobachtet er im örtlichen Gerichtsgebäude seinen Vater Joseph Palmer diskret bei der Arbeit. Richter Palmer führt die Verhandlung recht energisch, hat aber den Vornamen des  Gerichtsdieners vergessen. Hank erkennt, dass sein Vater an Erinnerungslücken leidet. Er vermutet einen Rückfall in die Alkoholsucht.
Am Abend nach der Beerdigung will Richter Palmer im örtlichen Supermarkt Eier kaufen. Am nächsten Morgen finden Hank und seine Brüder den Wagen ihres Vaters mit einem Schaden an der Beifahrerseite vor. Joseph bestreitet, diesen Schaden verursacht zu haben, und beschuldigt seine Söhne und Enkel. Hank, der seinen Vater vor vielen Jahren im Streit verlassen hat und nur wegen der Beerdigung nach Carlinville zurückgekehrt ist, interessiert dies jedoch alles nicht, und er fährt zum Flughafen. Noch bevor sein Flugzeug abhebt, bekommt er einen Anruf von seinem Bruder Glen, der ihm erzählt, man habe eine Leiche gefunden und sein Vater sei deshalb zu einer Vernehmung auf dem Polizeirevier. Hank entscheidet sich gegen den Heimflug und findet seinen Vater auf dem Polizeirevier mit den örtlichen Polizisten scherzend vor.
Auf dem Heimweg vom Supermarkt soll Joseph einen Radfahrer angefahren und tödlich verletzt haben. Bei dem Opfer handelt es sich um den erst kürzlich entlassenen Mörder Mark Blackwell, der von Joseph Palmer zweimal verurteilt wurde. Im ersten Prozess verurteilte ihn der Richter nur zur Mindeststrafe von 30 Tagen, weil er mit einer Waffe im Zimmer seiner 16-jährigen Freundin umhergeschossen hatte, aber glaubhaft versicherte, es nie wieder zu tun. Als er aus dieser Haft entlassen wurde, ertränkte er das Mädchen in einem Wasserspeicher, wofür er zu weiteren zwanzig Jahren Haft verurteilt wurde.
Joseph lehnt es ab, sich von seinem Sohn anwaltlich vertreten zu lassen. Er engagiert stattdessen den jungen Anwalt C. P. Kennedy. In der Voranhörung versagt dieser jedoch so sehr, dass durch das Geschick des Staatsanwalts Dwight Dickham eine Mordanklage zugelassen wird. Zwischenzeitlich kommt Hank zu der Gewissheit, dass etwas mit seinem sehr abweisenden Vater nicht stimmt. Joseph erzählt Hank daraufhin, er habe Darmkrebs, der dank Chemotherapie aber in Remission sei. Bei einem Gespräch mit Josephs Arzt erfährt Hank jedoch, dass sein Vater nicht mehr lange zu leben hat. Da zu den Nebenwirkungen der Therapie auch geistige Verwirrung gehört, will Hank diese Tatsache in seine Verteidigung einbauen. Joseph lehnt dies entschieden ab, denn wenn bekannt würde, dass er mit diesen Symptomen sechs Monate lang weiterhin Recht gesprochen hat, wären die behandelten Fälle möglicherweise angreifbar. Mit Blick auf sein Werk und seine Ehre möchte Joseph seine Krankheit weiterhin geheim halten.
Es kommt zur Hauptverhandlung wegen Mordes gegen Joseph Palmer. Hank, der nun seinen Vater vertritt, und Kennedy, der Hank assistiert, versuchen eine Verurteilung wegen Mordes zu verhindern. Hank möchte vermeiden, dass Joseph aussagt, da er sich weiterhin an kaum etwas aus der fraglichen Nacht erinnern kann. Als sein Vater jedoch droht, ihn als Anwalt zu entlassen, willigt Hank in seine Zeugenaussage ein. Während der Befragung durch den Staatsanwalt mutmaßt Joseph, dass er Mark Blackwell wohl absichtlich überfahren habe, was alle im Gerichtssaal erschüttert. Hank befragt seinen Vater erneut und spricht dessen Gesundheitszustand und die Folgen der Chemotherapie an. Joseph versucht noch im Zeugenstand, seinen Sohn als Anwalt zu entlassen, was der Richter aber nicht zulässt. Hank überzeugt die Geschworenen schließlich, und Joseph wird nicht des Mordes, sondern des minderschweren Delikts der fahrlässigen Tötung für schuldig befunden, jedoch zu vier Jahren Haft in einem Bundesgefängnis verurteilt.
Nach sieben Monaten wird Joseph aufgrund seines schlechten Gesundheitszustandes und des bald zu erwartenden Todes begnadigt. Hank holt seinen Vater aus dem Gefängnis ab, und die beiden fahren wie in seiner Kindheit zum Angeln. Auf die Frage, wer der beste Anwalt sei, den er kenne, nennt Joseph Hanks Namen. Wenig später stirbt er. Nach der Beerdigung seines Vaters sucht Hank den Gerichtssaal auf und betrachtet den Stuhl, von dem aus der Richter viele Prozesse geführt hat.

## Hintergrund

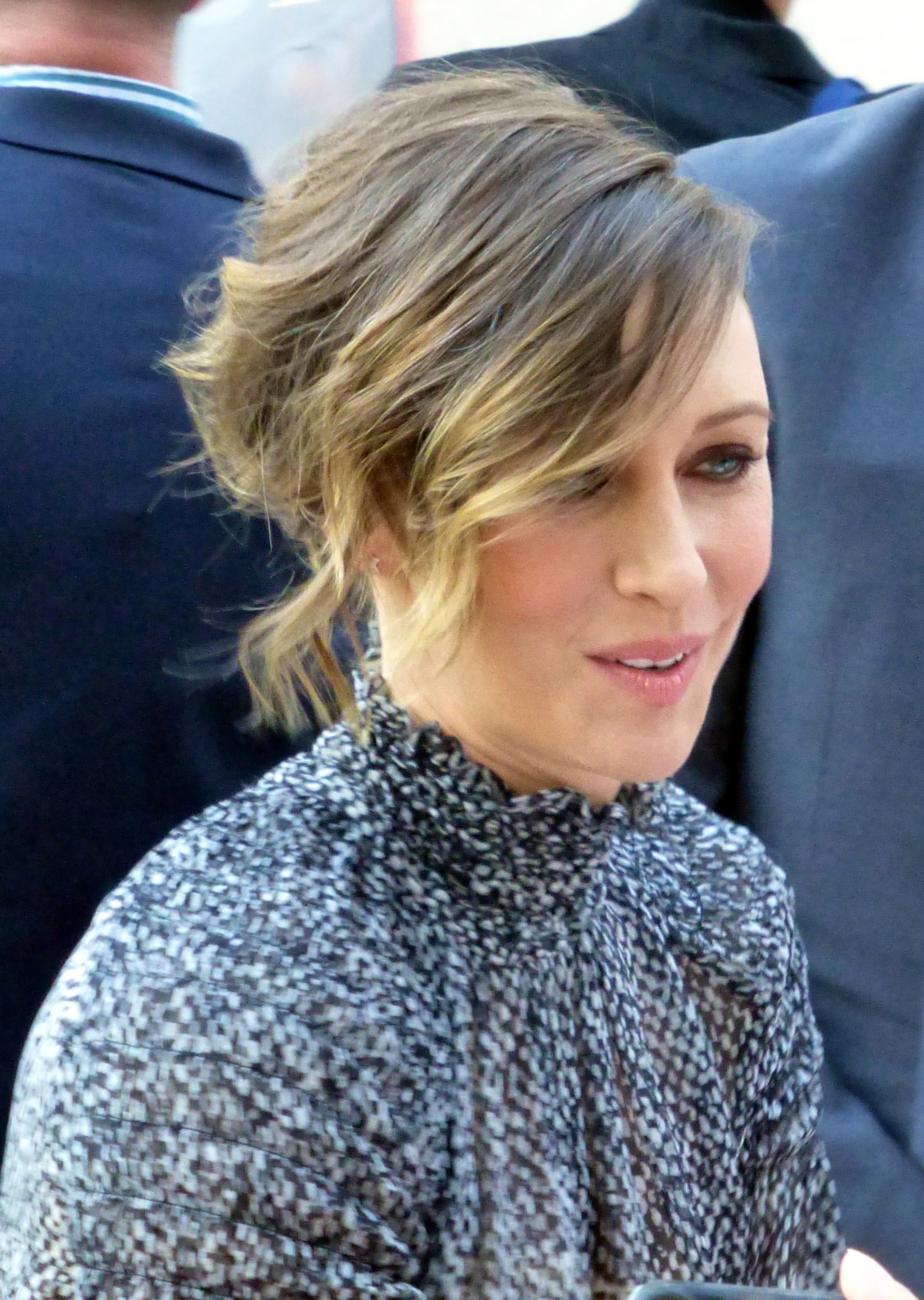
Vera Farmiga beim Toronto International Filmfestival 2014

Die Rolle des Richters wurde auch Jack Nicholson und Tommy Lee Jones angeboten. Letztendlich wurde er allerdings von Robert Duvall gespielt. Für die weibliche Hauptrolle kam noch Elizabeth Banks in Betracht, allerdings bekam Vera Farmiga die Rolle.
Gedreht wurde der Film in der Stadt Shelburne Falls, Massachusetts.

## Einspielergebnis
Bei Produktionskosten von 50 Millionen US-Dollar spielte der Film in den USA in knapp einem Monat etwa 37 Millionen Dollar wieder ein. Die weltweiten Einnahmen belaufen sich auf 84 Millionen Dollar.

## Synchronisation
Die deutsche Synchronfassung wurde von der Interopa Film GmbH Berlin hergestellt. Das Dialogbuch schrieb Kim Hasper, Dialogregie führte Sven Hasper.
| Darsteller         | Sprecher                 | Rolle                  |
| ------------------ | ------------------------ | ---------------------- |
| Robert Downey Jr.  | Charles Rettinghaus      | Hank Palmer            |
| Robert Duvall      | Friedrich Georg Beckhaus | Joseph Palmer          |
| Vincent D’Onofrio  | Lutz Schnell             | Glen Palmer            |
| Jeremy Strong      | Kim Hasper               | Dale Palmer            |
| Ian Nelson         | Konrad Bösherz           | Eric Palmer            |
| Paul-Emile Cendron | Tim Knauer               | Joe Palmer             |
| Sarah Lancaster    | Melanie Hinze            | Lisa Palmer            |
| Vera Farmiga       | Claudia Urbschat-Mingues | Samantha Powell        |
| Leighton Meester   | Tanya Kahana             | Carla Powell           |
| Billy Bob Thornton | Joachim Tennstedt        | Dwight Dickham         |
| Dax Shepard        | Markus Pfeiffer          | C.P. Kennedy           |
| Balthazar Getty    | Michael Deffert          | Deputy Hanson          |
| Denis O’Hare       | Bernd Vollbrecht         | Doc Morris             |
| Jamison Haase      | Sven Hasper              | Dr. Brannamon          |
| Lonnie Farmer      | Axel Lutter              | Gus                    |
| Frank L. Ridley    | Klaus Lochthove          | Jury-Vorsitzender      |
| David Krumholtz    | Gerrit Schmidt-Foß       | Mike Kattan            |
| Grace Zabriskie    | Kerstin Sanders-Dornseif | Mrs. Blackwell         |
| Ken Howard         | Jürgen Kluckert          | Richter Sanford Warren |
| Daryl Edwards      | Reinhard Scheunemann     | Richter Stanley Carter |
| Matt Riedy         | Tobias Lelle             | Sheriff White          |

## Rezeption

### Kritiken
Der Film wurde sehr unterschiedlich aufgenommen. In der US-amerikanischen Kritikensammlung Rotten Tomatoes wurde er bei 47 Prozent der 168 professionellen Kritiker positiv bewertet. Dort heißt es im Konsens: „Solide besetzt und schön gefilmt, aber durch und durch klischeebehaftet“. (englisch: „Solidly cast and beautifully filmed but thoroughly clichéd, The Judge seems destined to preside over a large jurisdiction of the basic cable afternoon-viewing circuit.“)
Die Deutsche Film- und Medienbewertung (FBW) vergab das Prädikat „besonders wertvoll“ und bezeichnete den Film als „spannende Genre-Mischung aus Thriller und berührendem Familiendrama“. Die beiden Hauptdarsteller seien „schauspielerisch brillant“, und auch die Nebenfiguren würden „in all ihrer Tiefe und Bedeutung für das sensible Familiengefüge ebenbürtig verhandelt“. Lob erhielt auch die „exzellente Kamera-Arbeit von Janusz Kamiński“, die Bilder liefere, „die wie beiläufig viele Erzähl- und Deutungsebenen offenlegen“. Auch die österreichische Jugendmedienkommission stufte den Film als „empfehlenswert“ ein. Er sei „[h]andwerklich stilsicher mit schönen Bildern inszeniert“ und es gelinge ihm, „die Spannung über die gesamte Länge zu halten“. Die Geschichte lebe „von den beiden großartigen Hauptdarstellern und der Realitätsnähe der familiären Beziehungen und Konflikte“, während sie es aber nicht immer schaffe, „Klischees und Stereotypen zu umschiffen“. Das „Familiendrama“ weise „zutiefst menschliche[n], berührende[n] und manchmal sogar lustige[n] Facetten“ auf.
Für Martin Schwickert vom Tagesspiegel ist der Film ein „Hybrid zwischen Familiendrama und Justizthriller“. In dem „hochkarätig besetzten“ Drama würden dem Publikum „platt“ „große Emotionen“ heraufbeschworen. Zwar sehe man „den Hauptakteuren gerne bei der Arbeit zu“, aber das Endergebnis könne „auch Robert Downey Jr. nicht retten“. Im Standard kritisierte Bert Rebhandl, oftmals würde „ein Hang zum Epischen an einer schwachen Charakterprofilierung“ scheitern; auch habe Regisseur Dobkin „wenig Sinn für den Atem einer solchen Geschichte“, da er „immer den direkten Weg zur Botschaft“ suche. So sei The Judge „sentimentales Männerkino par excellence“ und eine „öde Huldigung an das weiße Geschlecht“. Rebhandl vermutet, der Film sei wohl vor allem für die Oscars gemacht worden. Der Filmdienst befand, das „überambitionierte Drama“ verfolge „zu viele unzureichend entwickelte Nebenstränge“ und weise „auch inszenatorische Mängel auf“. „Sympathisch“ sei allerdings die „Konzentration auf die von großartigen Hauptdarstellern gespielten Figuren“.
In Entertainment Weekly erkannte Chris Nashawaty in dem Film „eine Rückkehr zu den mitreißenden, sich an den Mainstream wendenden Gerichtsdramen, die während der goldenen Grisham-Kinoära Mitte der 90er-Jahre florierten“. Doch im Unterschied zu diesen bilde hier der (zwar „fesselnde“) Gerichtsfall „bloß die Kulisse“, hinter der sich „eine gefühlsbetontere Geschichte über Väter und Söhne“ verstecke, die „wie im Duett von zwei virtuosen Schauspielern gespielt wird, die dem Film nicht nur alles geben, was sie haben, sondern vermutlich mehr, als überhaupt nötig wäre“.
A. O. Scott urteilte in The New York Times, der „lange, aufgebauschte, mäandernde Film“ habe wenig Interesse daran, Zeit zu sparen. Die „guten Schauspieler“ seien dazu ermutigt worden, „auf einer Weide zu grasen, die von Plot-Dickicht und Klumpen simpler Sentimentalität bewachsen“ sei. Die titelgebende Hauptfigur sei „der einzige Grund, sich für den Film zu interessieren“; Richter Palmer sei „eine Sammlung von Charaktereigenschaften auf der Suche nach einer stimmigen Figur“, der Duvall „durch reine Professionalität sehr nahe“ komme. Scott fand „genug dramatisches Geschehen für drei Filme, von denen keiner besonders originell wäre“; nach einer Weile entpuppe sich The Judge als „marktschreierisches, machomäßig rührseliges Verborgene-Familiengeheimnisse-Melodrama“ und alles laufe schließlich auf ein „Erzählgewucher“ hinaus, „das so wenig überzeugend ist wie die verdächtig ländliche, nostalgiebehaftete Stadt, in der sich alles abspielt“.

### Auszeichnungen und Nominierungen
- Screen Actors Guild Awards 2015: Nominierung als Bester Nebendarsteller (Robert Duvall)
- Golden Globe Awards 2015: Nominierung als Bester Nebendarsteller (Robert Duvall)
- Oscars 2015: Nominierung als Bester Nebendarsteller (Robert Duvall)